# Yesan
Yesan é um condado sul-coreano localizado na província de Chungcheong do Sul.
Sudeoksa, um templo-chefe da Ordem Jogye do budismo coreano, está localizado na encosta sul do Deoksungsan em Deoksan-myeon, Yesan. Seu salão principal é daeungjeon (大雄殿), o mais antigo edifício de madeira da Coreia e Tesouro Nacional nº 49.
Pertence à rede das Cidades Cittaslow.
O ativista da independência coreana Yoon Bong-Gil nasceu em Yesan.